# Prawdziwa blondynka
Prawdziwa blondynka (ang. The Real Blonde) – amerykański film komediowy z 1997 roku oparty na scenariuszu i reżyserii Toma DiCillo. Wyprodukowany przez Paramount Pictures. Główne role w filmach zagrali Matthew Modine, Catherine Keener i Maxwell Caulfield.
Premiera filmu miała miejsce 27 lutego 1998 roku w Stanach Zjednoczonych. Film otrzymał negatywne recenzje.

## Opis fabuły
Akcja filmu rozgrywa się w Nowym Jorku. Joe (Matthew Modine) i Mary (Catherine Keener) od sześciu lat mieszkają razem na Manhattanie. Ona jest specjalistką od makijażu i fryzur. Jej życiowy partner, Joe, zarabia raczej niewiele. 35-letni, niespełniony aktor pracuje jako kelner. Jest wściekły, kiedy musi obsługiwać kolegów z aktorskiej branży, którym powiodło się lepiej niż jemu.

## Obsada
- Matthew Modine jako Joe
- Catherine Keener jako Mary
- Maxwell Caulfield jako Bob
- Daryl Hannah jako Kelly
- Bridgette Wilson jako Sahara
- Marlo Thomas jako Blair
- Kathleen Turner jako Dee Dee Taylor
- Elizabeth Berkley jako Tina
- Denis Leary jako Doug
- Steve Buscemi jako Nick
- Dave Chappelle jako Zee
- Christopher Lloyd jako Ernst
- Beatrice Winde jako Wilma